# Czasoprzestrzeń
Czasoprzestrzeń – matematyczny model ujmujący wspólnie przestrzeń fizyczną i czas jako jedno nierozłączne pojęcie, co jest opisywane w czterowymiarowej strukturze matematycznej.  

## Czasoprzestrzeń w mechanice klasycznej
Dla mechaniki klasycznej zbiór zdarzeń obejmuje wszelkie zdarzenia zlokalizowane w dowolnym czasie {\displaystyle T,} który jest wielkością skalarną, i dowolnej przestrzeni {\displaystyle S} 3-wymiarowej oraz ma globalną strukturę iloczynu kartezjańskiego zbiorów czasu {\displaystyle T} i przestrzeni {\displaystyle S{:}} {\displaystyle T\times S.} Oznacza to, że dla każdej współrzędnej czasowej {\displaystyle t_{0}} istnieje zbiór {\displaystyle S} odpowiadających jej punktów przestrzeni {\displaystyle S,} zwany teraźniejszością. W przestrzeni takiej określona jest metryka euklidesowa. Z metryki Euklidesa wynika, że dla danej chwili przestrzeń {\displaystyle S} jest płaską przestrzenią euklidesową. Struktura przestrzeni jest więc strukturą warstw: dla każdego {\displaystyle t_{0}} mamy płaską euklidesową przestrzeń {\displaystyle S,} w której można dowolnie określać układ współrzędnych. Możliwe jest uogólnienie takiej konstrukcji na więcej wymiarowe przestrzenie euklidesowe {\displaystyle S.}

## Czasoprzestrzeń w mechanice relatywistycznej
Czasoprzestrzeń ma strukturę metryczną przestrzeni Minkowskiego. Czasoprzestrzeń Minkowskiego jest zbiorem zdarzeń elementarnych o strukturze wynikającej ze szczególnej teorii względności. Czterem wymiarom tej przestrzeni odpowiadają z fizyki klasycznej czas i miejsce (trzy wymiary przestrzeni fizycznej). Zdarzeniem elementarnym czasoprzestrzeni jest proces fizyczny, zajmujący w tej przestrzeni punkt, czyli trwający nieskończenie krótko proces dokonujący się w nieskończenie małym obszarze.
Każdemu zdarzeniu elementarnemu można przypisać cztery liczby {\displaystyle p} {\displaystyle (t,x,y,z),} które jednoznacznie określają to zdarzenie. Liczby te, czyli współrzędne, odnoszą się do pewnego układu współrzędnych. Szczególna teoria względności określa, jak przy pomocy zegara i urządzenia do wysyłania i odbierania światła określać współrzędne zdarzenia (czyli czas i położenie). Współrzędne zdarzenia odnosimy do wskazań użytych przyrządów pomiarowych, które znajdują się w pewnym układzie współrzędnych, który nazywa się układem odniesienia – np. układ związany z osobą stojącą na peronie (peronem), układ związany z osobą jadącą w pociągu (wagon). Część z nich to układy inercjalne. Transformację współrzędnych z inercjalnego układu odniesienia do innego inercjalnego układu odniesienia określają równania zwane transformacją Lorentza.

## Porównanie modeli czasoprzestrzeni
Jeżeli wybierzemy dwa zdarzenia np. zapalenie latarni {\displaystyle a} oraz latarni {\displaystyle b} na peronie (oznaczone przez {\displaystyle a} i {\displaystyle b}) określimy ich położenie w układzie odniesienia związanym z peronem {\displaystyle xp(a),} {\displaystyle yp(a),} {\displaystyle zp(a)} i {\displaystyle xp(b),} {\displaystyle yp(b),} {\displaystyle zp(b)} oraz czas {\displaystyle tp(a)} i {\displaystyle tp(b)} i podobnie określimy położenie i czas w układzie związanym z wagonem {\displaystyle xw(a),} {\displaystyle xw(b),}…, to:
W fizyce klasycznej: różnica czasu {\displaystyle tp(a)-tp(b)=tw(a)-tw(b)} między tymi zdarzeniami jest identyczna w obu układach odniesienia, a odległość między dwoma zdarzeniami elementarnymi (latarniami) jest jednakowa. Odległość tę oblicza się według wzoru:
{\displaystyle {\sqrt {(x(a)-x(b))^{2}+(y(a)-y(b))^{2}+(z(a)-z(b))^{2}}}.}
W szczególnej teorii względności, tak określone czasy są różne w różnych układach odniesienia, zjawisko to jest nazywane dylatacją czasu. Również odległość między punktami obserwowana przez różnych obserwatorów jest różna. Ten efekt nazywa się skróceniem Lorentza. Aby oba te efekty były mierzalne, różnica prędkości pomiędzy układami odniesienia musi być dostatecznie duża – porównywalna z prędkością światła w próżni.
Ale w miejsce odległości wprowadza się pojęcie długość przedziału czasoprzestrzennego (interwału czasoprzestrzennego) pomiędzy zdarzeniami określonego wzorem
{\displaystyle {\sqrt {c^{2}(t(a)-t(b))^{2}-(x(a)-x(b))^{2}-(y(a)-y(b))^{2}-(z(a)-z(b))^{2}}}}
Wielkość ta jest stała w każdym układzie współrzędnych.
W ogólnej teorii względności tak zdefiniowana czasoprzestrzeń jest zakrzywiana przez pole grawitacyjne i jest szczególnym przypadkiem tzw. przestrzeni pseudoriemannowskiej.
Dla prędkości względnej układów i ciał w nich się poruszających znacznie mniejszych od prędkości światła w próżni, relacje czasoprzestrzenne można rozdzielić na niezależne położenie i czas. Relatywistyczna czasoprzestrzeń redukuje się wówczas do klasycznej czasoprzestrzeni euklidesowej.

## Koncepcje z większą liczbą wymiarów
Rozwój pojęcia wielowymiarowej czasoprzestrzeni ściśle wiąże się z rozwojem teorii fizycznych. Mimo braku dowodów na fizyczne istnienie wyższych wymiarów przestrzennych, jest ona współcześnie traktowana jako najbardziej obiecująca hipoteza pozwalająca na unifikację wszystkich praw fizyki.
Koncepcja liczby wymiarów Wszechświata jest związana z ciągiem teorii fizycznych:
- przestrzeń – trójwymiarowa przestrzeń euklidesowa w mechanice Newtona
- czasoprzestrzeń – czterowymiarowa przestrzeń pseudoriemannowska opisywana przez teorię względności
- czasoprzestrzeń o więcej niż 4 wymiarach – {\displaystyle n}-wymiarowa przestrzeń pseudoriemannowska, w której według teorii strun wibrują struny

### Od Kaluzy-Kleina do M-teorii
Pierwszą znaną teorią fizyczną wykorzystującą przestrzeń o liczbie wymiarów większej od 4 była teoria Kaluzy-Kleina, która za pomocą postulatu istnienia czterech wymiarów przestrzeni i jednego wymiaru czasowego łączyła ogólną teorię względności i elektromagnetyzm. Była ona jednak niekompletna. Po pierwsze, nie obejmowała wszystkich oddziaływań, a po drugie była niesprawdzalna. Tłumaczyła, że czwartego wymiaru przestrzeni nie widać, ponieważ jest ciasno zwinięty do rozmiarów bliskich długości Plancka (10−35 m), a jego eksperymentalne badanie wymagałoby użycia astronomicznych energii rzędu 1028 elektronowoltów. Z powodu tych niedostatków została w końcu zarzucona w latach 30.
W tym czasie rozwinął się inny ważny dział fizyki, mechanika kwantowa, która doprowadziła do narodzin tzw. Modelu Standardowego. Korzysta on z pola Yanga-Millsa, które wprawdzie wywodzi się z teorii Kaluzy-Kleina, ale pomija istnienie dodatkowych wymiarów przestrzennych. Mimo sukcesów doświadczalnych Modelu Standardowego w skali mikroświata nie udawało się uzasadnić wielkiej ilości zaobserwowanych cząstek elementarnych, ani zintegrować go w spójną całość z obowiązującą w skali makro teorią grawitacji. Z powodu porażki teorii wielkiej unifikacji (GUT), idea symetrii w wyższych wymiarach została ponownie podjęta. Stało się jednak jasne, że w tym celu należy użyć większej liczby wymiarów niż w pierwotnej teorii Kaluzy-Kleina.
Postulowana liczba wymiarów jest różna w zależności od teorii. W latach 70. teoria supergrawitacji zakładała, że czasoprzestrzeń ma 11 wymiarów, a tzw. teoria strun bozonowych mówiła o 26 (3x8+2) wymiarach. Jej nowsza wersja z lat 80., czyli teoria superstrun, mówi, że wymiarów tych jest 10 (8+2). Założenia obu teorii strun wynikają z właściwości matematycznych funkcji modularnych, a ściślej funkcji Ramanujana (dodatkowe dwa wymiary wiążą się z teorią względności). W M-teorii z lat 90., która unifikuje wszystkie pięć odmian teorii superstrun, czasoprzestrzeń ma 11 wymiarów.

### Fizyczne znaczenie wielowymiarowej czasoprzestrzeni
W największym uogólnieniu wszystkie oddziaływania i cząstki (przy założeniu, że są to drgające struny) można potraktować jako odkształcenia wielowymiarowej czasoprzestrzeni. Jest to podejście analogiczne do uznania grawitacji za zagięcie 4-wymiarowej czasoprzestrzeni w teorii względności, ale dzięki przyjęciu większej liczby wymiarów „pojemność” tej koncepcji jest znacznie większa. Czyni to wielowymiarową czasoprzestrzeń dobrym narzędziem do próby stworzenia Ogólnej Teorii Wszystkiego.
Symetryczna wielowymiarowa czasoprzestrzeń to prawdopodobnie pierwotny kształt naszego Wszechświata sprzed Wielkiego Wybuchu. W myśl tej teorii obecnie obserwowana czterowymiarowa forma powstała poprzez złamanie owej pierwotnej symetrii i ciasne zwinięcie pozostałych wymiarów. Uznanie wielowymiarowej czasoprzestrzeni jako naturalnego stanu z czasów początku Wszechświata wyjaśnia dlaczego tak trudno byłoby wykazać ją eksperymentalnie. Oznaczałoby to bowiem konieczność laboratoryjnego odtworzenia panujących wtedy ekstremalnych warunków.
Mimo że te zwinięte wymiary mają być o wiele mniejsze niż rozmiary atomu, a więc normalnie niedostrzegalne, to ich istnienie ma poważne konsekwencje. Pozwalają one mianowicie wyrazić prawa fizyczne za pomocą praw geometrii, czyli zredukować fizykę do czystej matematyki. Wobec tego pytanie, jak pośrednio zweryfikować istnienie ukrytych wymiarów, pozostaje zasadne. Niemożność przeprowadzenia takiego dowodu oznaczałaby, że mimo prostoty i piękna takiej konstrukcji jest ona tylko bytem matematycznym, pozbawionym fizycznego sensu.

## Literatura dodatkowa
- Michio Kaku: Hiperprzestrzeń. Naukowa podróż przez wszechświaty równoległe, pętle czasowe i dziesiąty wymiar. 1995. ISBN 83-86669-52-7. (recenzje: )